# Bergheim (Gombeth)
Koordinaten: 51° 4′ 12″ N, 9° 18′ 8″ O
Bergheim ist eine Dorfwüstung im Nordosten der Gemarkung von Gombeth, einem Stadtteil von Borken im nordhessischen Schwalm-Eder-Kreis.
Obwohl bereits wesentlich früher besiedelt, wie aus vor Ort gefundenen Keramikscherben aus der Karolingerzeit geschlossen werden kann, wurde der kleine Ort 1061 erstmals urkundlich erwähnt, als der Abt Widerad des Klosters Fulda von dem verstorbenen Edlen Irmfrid Besitz in Bergheim erhielt. Er lag unweit nördlich der Schwalm auf etwa 179 m über NHN rund 600 m ostnordöstlich des heutigen Sportplatzes auf heute landwirtschaftlich genutztem Gelände südwestlich der Kippe Dosenberg. Verschiedene und wechselnde Ortsadelige aus der Umgebung und Klöster waren Grundeigentümer im Ort oder bezogen den Zehnt von dort: die Klöster Fulda, Weißenstein, Haina, Breitenau und Spieskappel, die Deutschordensballei Hessen, die Grafen von Reichenbach, die Grafen von Schauenburg bzw. Herren von Wallenstein sowie u. a. die Herren von Uttershausen, von Lohre, von Wolfershausen und von Löwenstein-Schweinsberg.
Wann der Ort aufgegeben wurde, ist nicht mit Sicherheit bekannt, aber er mag bereits im Jahre 1252 wüst gelegen haben. Im Jahre 1294 wird urkundlich von der ehemaligen („quondam“) Siedlung gesprochen. Die Gemarkung scheint noch einige Zeit als solche bestanden zu haben, bis sie wohl in die von Gombeth eingegliedert wurde: noch 1314 verlieh das Kloster Breitenau und 1322 erhielt das Kloster Spieskappel jeweils eine Hufe zu Bergheim.